# Macharaviaya
Macharaviaya est une municipalité de la province de Malaga, située à 235 mètres d’altitude, et faisant partie de la comarque de Axarquía.
Sa population recensée en 2005 est de 362 habitants.
- Limites : au nord se trouve la municipalité de Almachar, à l’est Iznate, au sud-est Vélez-Málaga, au sud Rincón de la Victoria et à l’ouest Moclinejo.

- La ville située dans une cuvette entourée de collines d’une hauteur d’environ 481 mètres, est alimentée par un ruisseau nommé Ibero, prenant sa source sur le mont Vallejo, traversant Benaque et finit sa course en se jetant dans le Cajiz.
- Distances: 27 km de Malaga; et 575 km de Madrid.

## Histoire
La ville d’origine arabe (mashar de Abu Yahya) a été fondée en 1572. L’église paroissiale bâtie sur des fondations remontant à cette époque, possède comme saint patron San Jacinto.

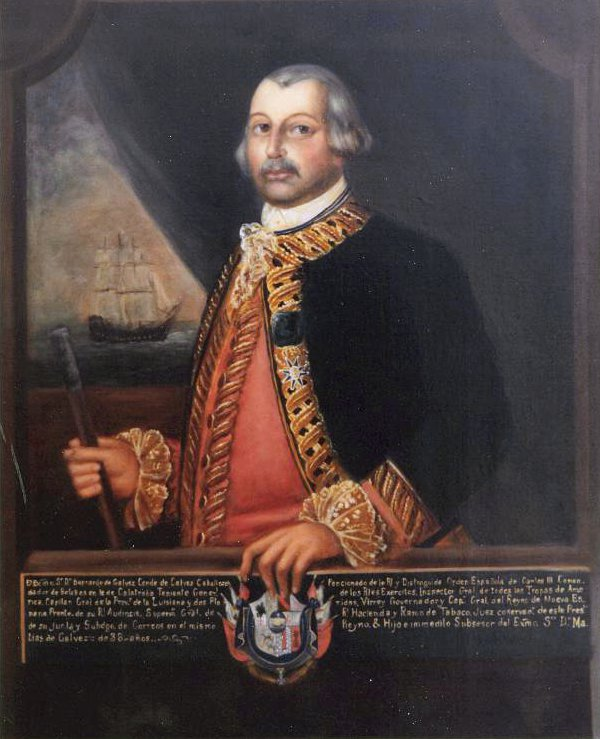
Bernardo de Gálvez

Au XVIIe siècle, Macharaviaya eut une économie prospère grâce à une famille de riches aristocrates établie dans la région, dont une partie de la famille fit fortune en s’expatriant aux Amériques.
La famille Bernardo de Gálvez négocia entre l’Espagne et les Amériques, des denrées alimentaires et de la draperie.
Miguel de Gálvez y Gallardo ambassadeur de Prusse, et de Russie au temps de la Grande Catherine de Russie, introduisit le vin de Malaga sur toutes les tables Européennes.

## Gastronomie
Les plats typiques de la région de Macharaviaya sont le gazpachuelo et la soupe à l’ail.

## Fêtes
- 5 août: Saint Bernard (San Bernardo)

## Population
Recensement de 2005 : 362 habitants
- Hommes : 196
- Femmes : 166
- Moins de 20 ans : 21,27 %
- Entre 20 et 65 ans : 67,40 %
- Plus de 65 ans : 11,33 %